# Kadłub Turawski
Kadłub Turawski (dodatkowa nazwa w j. niem. Kadlub Turawa) – wieś położona w województwie opolskim, w powiecie opolskim, w gminie Turawa.
| SIMC    | Nazwa     | Rodzaj    |
| ------- | --------- | --------- |
| 0504150 | Pod Borem | część wsi |

W okresie hitlerowskiego reżimu w latach 1936-1945 miejscowość nosiła nazwę Fichten.

## Komunikacja
Przez wieś przebiega droga wojewódzka nr 463.

## Zabytki
- Kościół Matki Bożej Różańcowej w Kadłubie Turawskim